# Моццо
Моццо (італ. Mozzo) — муніципалітет в Італії, у регіоні Ломбардія,  провінція Бергамо.
Моццо розташоване на відстані близько 490 км на північний захід від Рима, 45 км на північний схід від Мілана, 5 км на захід від Бергамо.
Населення — 7566 осіб (2014).

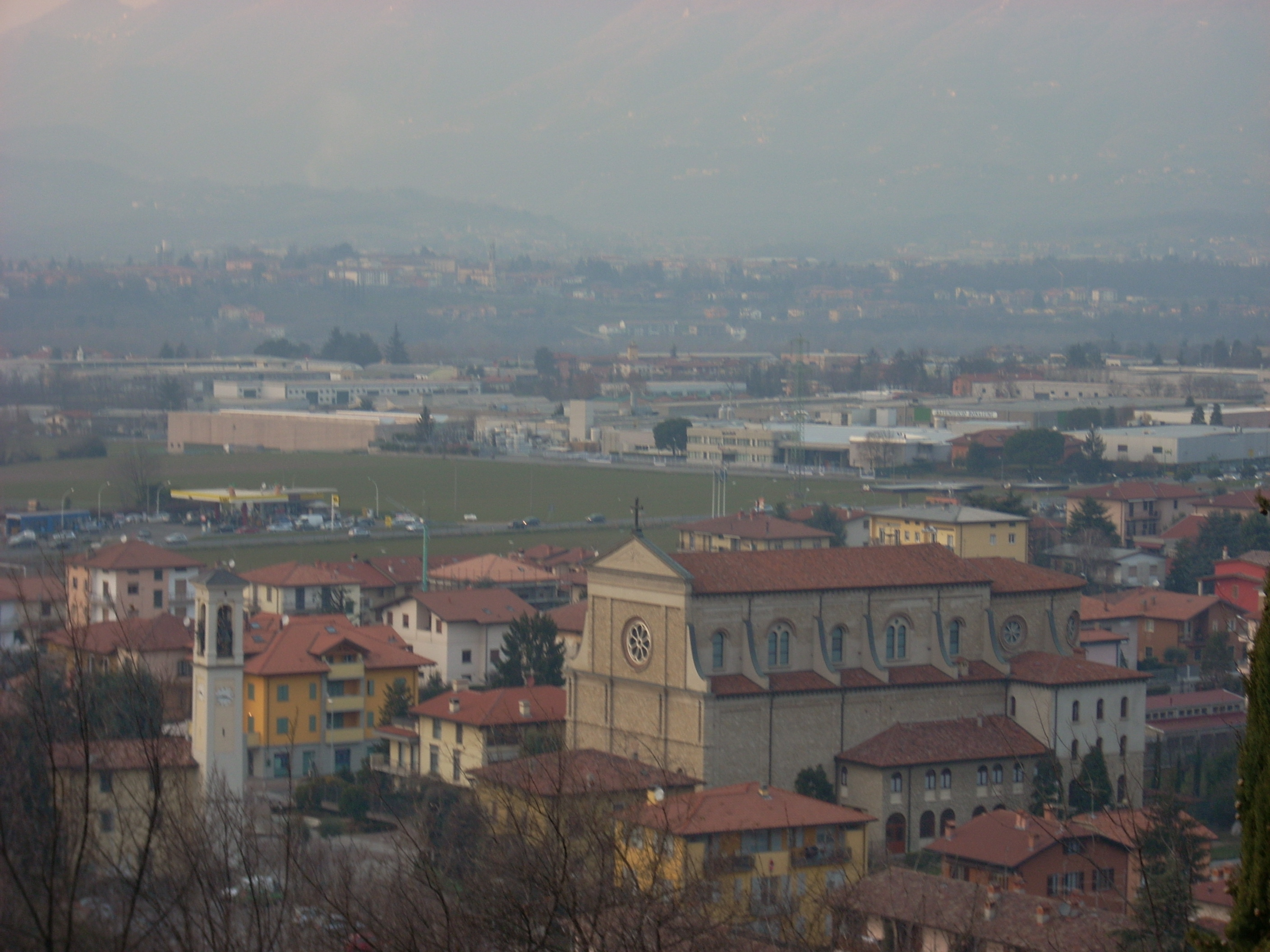

Щорічний фестиваль відбувається 24 червня. Покровитель — святий Іван Хреститель.

## Демографія
Населення за роками:

Станом на 1 січня 2023 року в муніципалітеті офіційно проживали 453 іноземці з 54 країн, серед них 76 громадян країн Євросоюзу та 59 громадян України.

## Сусідні муніципалітети
- Бергамо
- Курно
- Понте-Сан-П'єтро
- Вальбрембо